# Crotalus transversus
La cascabel de bandas cruzadas (Crotalus transversus) es una serpiente de la familia Viperidae. Habita en el centro de México. Fue descrita por Taylor en 1944. Es una serpiente pequeña, de hasta 46 cm de largo. Habita principalmente en el centro de México en las cercanías de las Lagunas de Zempoala, Sierra de las Cruces, Sierra de Tepotzotlán, Cerro Mesa Ahumada y el Ajusco principalmente en bosques templados y pastizales densos entre los 2600 y 3300 metros de altitud.
El nombre de transversus alude a las bandas transversalmente cruzadas en la superficie dorsal de esta serpiente. Las serpientes de esta especie tienen dos fases de color, una es rojiza o tendiendo al naranja y la otra es gris, café grisáceo o gris negruzco. Los patrones dorsales consisten en bandas oscuras o negras usualmente de una escama de ancho o dos con interfases de 2 a 4 escamas, ocasionalmente son irregulares. Se alimentan principalmente de lagartigas.

## Descripción
La cabeza generalmente tiene el mismo color que la superficie dorsal y no está muy marcada. En algunas, hay un par de manchas en la nuca y generalmente hay barras claras (pálidas) en las escamas supraoculares. Las marcas más destacadas.en la cabeza están las franjas postoculares oscuras, una a cada lado, que se extienden desde el ojo, hacia abajo, al ángulo de la mandíbula.
Estas rayas oscuras están bordeadas arriba y abajo por líneas más estrechas y ligeras. Las escamas labiales generalmente son pálidas, de color beige o de color marrón, y puede estar moteado de forma variable con pigmento más oscuro (más aún en los infralabiales). La cola está estampada con 5 a 9 bandas cruzadas negras o marrón oscuro. El traqueteo anterior la matriz puede ser pulida o puede ser similar al color de fondo dorsal.